# Феофан (Берёзкин)
Епископ Феофан (в миру Фёдор Алексеевич Берёзкин; 6 (18) февраля 1863, Гжатск, Смоленская губерния — 17 марта 1936, Уваровский район, Московская область) — епископ Русской православной церкви, епископ Гжатский, викарий Смоленской епархии.

## Биография
Родился 6 февраля 1863 года в Гжатске Смоленской губернии в семье причётника. В 1877 году окончил Смоленское духовное училище. В 1884 года окончил Смоленскую духовную семинарию.
3 февраля 1884 года назначен законоучителем Ивановского земского училища Смоленской губернии.
25 ноября 1884 года рукоположен во священника и назначен к Илиинской церкви села Ярковичи Краснинского уезда Смоленской епархии.
1 апреля 1885 года переведён священником Рождество-Богородицкой церкви села Вешки Гжатского уезда Смоленской губернии. С 11 октября 1897 года по 21 марта 1900 года — заведующий и законоучитель женского церковно-приходского училища села Вешки Гжатский уезда Смоленской губернии. 9 апреля 1898 года награжден камилавкой.
20 марта 1900 года назначен настоятелем Екатерининского собора города Дорогобужа и цензор проповедей по Дорогобужу. 29 марта 1900 года награжден саном протоиерея. 18 апреля 1903 года награжден наперсным крестом, от Святейшего Синода выдаваемым.
21 марта 1900 по 30 марта 1912 года — председатель отдела Смоленского епархиального училищного совета.
С 1 февраля 1916 года — председатель Дорогобужского отделения Всероссийского общества о беженцах.
21 сентября 1918 года он был пострижен в монашество с именем Феофан, 24 сентября возведён в сан архимандрита, а 25 сентября (7 октября по новому стилю) назначен настоятелем Колочской обители.
18 марта 1921 года был избран епископом Гжатским, викарием Смоленской епархии, с сохранением в должности настоятеля Колоцкого монастыря. Хиротония состоялась 11 апреля 1921 года в Москве
В 1922 году ушёл в обновленческий раскол. В 1923 года епископ Феофан принес покаяние за переход в обновленчество и был принят в сущем сане на ту же Гжатскую викарную кафедру. Возвращение епископа под омофор Патриарха Тихона вызвало раздражение у местной власти. Нахождение архиерея в обновленчестве было расценено как внутренний подрыв авторитета «Живой Церкви», поддерживаемой правительством: «В период обновленческого движения гр-н Березкин, состоя епископом Гжатским, вел очень тонкую и скрытую политику, и имея большое влияние на духовенство Гжатский уезд, тормозил всеми силами обновленческое движение православной церкви и на одном из собраний Гжатского духовенства, при его молчаливом согласии, было прочитано обращение одного московского прихода о том, чтобы всемерно препятствовать вновь организовавшемуся духовенству».
27 апреля 1923 года арестован. 28 марта 1924 года постановлением Комиссии НКВД по административным высылкам приговорен к 2 годам ссылки. Срок отбыл.
С 1926 года на покое. Проживал недалеко от закрытого Колочского монастыря в деревушке, где и скончался на руках своих почитателей и благодетелей 17 марта 1936 года. Погребён на местном деревенском кладбище.